# Kirikumäe-See
Der Kirikumäe-See (estnisch Kirikumäe järv) liegt im Südosten Estlands.

## Beschreibung
Der See befindet sich auf dem Höhenzug Haanja in der Landgemeinde Võru im Kreis Võru. Er ist nach dem nahegelegenen Dorf Kirikumäe benannt.
Der See ist 61,4 Hektar groß. Die tiefste Stelle liegt bei 3,5 Metern. Die durchschnittliche Tiefe des Sees beträgt 2,8 Meter. Der nördliche Teil des Sees ist offiziell als Badegebiet registriert.
Der See ist mit den umliegenden Wäldern und dem Moor von Järvesuu (Järvesuu raba) als Landschaftsschutzgebiet ausgewiesen.
Im Kirikumäe-See entspringt der 159 km lange Fluss Pedetsi (lettisch Pededze, deutsch Peddetz).